# 9783 Tensho-kan
9783 Tensho-kan eller 1994 YD1 är en asteroid i huvudbältet som upptäcktes den 28 december 1994 av den japanska astronomen Takao Kobayashi vid Ōizumi-observatoriet. Den är uppkallad efter det japanska planetoriumet Tensho-kan.
Asteroiden har en diameter på ungefär 5 kilometer.